# Chris Löwe
Chris Löwe (ur. 16 kwietnia 1989 w Plauen) – niemiecki piłkarz grający na pozycji obrońcy. Od 2016 roku zawodnik Huddersfield Town.

## Kariera
Chris rozpoczął swoją karierę w FC Wacker Plauen. W kolejnym sezonie grał w FC Chemnitz. W dniu 22 Kwietnia 2009 r. wszedł na boisko w meczu z Herthą Berlin. W dniu 18 Maja okazało się, że będzie od sezonu 2011/12 grał w klubie mistrza Niemiec Borussii Dortmund. Pierwszy mecz zagrał w Borussii w dniu 4 lipca 2011 roku. Na pierwszy mecz oficjalny w AFC Cup przeciwko FC Schalke 04, grał od początku po lewej stronie obrony, aż do 77. Zmienił go w minucie Moritz Leitner. W latach 2013–2016 grał w 1. FC Kaiserslautern, a w 2016 przeszedł do Huddersfield Town.